# Maurice Manificat
Maurice Manificat (Sallanches, 4 april 1986) is een Franse langlaufer. Hij vertegenwoordigde zijn vaderland op de Olympische Winterspelen 2010 in Vancouver, op de Olympische Winterspelen 2014 in Sotsji en op de Olympische Winterspelen 2018 in Pyeongchang.

## Carrière
Manificat maakte zijn wereldbekerdebuut in december 2006 in La Clusaz, zijn eerste wereldbekerpunten scoorde hij in februari 2008 in Liberec. In Liberec nam de Fransman deel aan de wereldkampioenschappen langlaufen 2009, op dit toernooi eindigde hij als 46e op de 30 kilometer achtervolging, het enige onderdeel waarop Manificat van start ging. In december 2009 stond Manificat in Davos voor de eerste maal in zijn carrière op het podium van een wereldbekerwedstrijd. Tijdens de Olympische Winterspelen van 2010 in Vancouver eindigde hij als zesde op de 15 kilometer vrije stijl en als 26e op de 30 kilometer achtervolging. Op de estafette eindigde hij samen met Jean-Marc Gaillard, Vincent Vittoz en Emmanuel Jonnier op de vierde plaats. Op 12 maart 2010 boekte de Fransman in Lahti zijn eerste wereldbekerzege.
Op de wereldkampioenschappen langlaufen 2011 in Oslo eindigde Manificat als zesde op de 15 kilometer klassieke stijl, als 22e op de 30 kilometer achtervolging en als 45e op de 50 kilometer klassieke stijl. Samen met Jean-Marc Gaillard, Vincent Vittoz en Robin Duvillard eindigde hij als elfde op de estafette. In Val di Fiemme nam hij deel aan de wereldkampioenschappen langlaufen 2013. Op dit toernooi eindigde hij als achttiende op de 15 kilometer vrije stijl, als 21e op de 30 kilometer skiatlon en als 24e op de 50 kilometer klassieke stijl. Op het onderdeel teamsprint eindigde hij samen met Jean-Marc Gaillard op de zesde plaats, samen met Mathias Wibault, Robin Duvillard en Ivan Perrillat Boiteux eindigde hij als negende op de estafette. Tijdens de Olympische Winterspelen van 2014 in Sotsji eindigde Manificat als achtste op de 30 kilometer skiatlon en als 43e op de 50 kilometer vrije stijl. Op de estafette sleepte hij samen met Jean-Marc Gaillard, Robin Duvillard en Ivan Perrillat Boiteux de bronzen medaille in de wacht.
Op de wereldkampioenschappen langlaufen 2015 in Falun veroverde de Fransman de zilveren medaille op de 15 kilometer vrije stijl. Daarnaast eindigde hij als vijfde op de 30 kilometer skiatlon en als veertiende op de 50 kilometer klassieke stijl. Samen met Jean-Marc Gaillard, Robin Duvillard en Adrien Backscheider behaalde hij de bronzen medaille op de estafette. In Lahti nam Manificat deel aan de wereldkampioenschappen langlaufen 2017. Op dit toernooi eindigde hij als negende op de 50 kilometer vrije stijl, als veertiende op de 30 kilometer skiatlon en als 23e op de 15 kilometer klassieke stijl. Op de estafette eindigde hij samen met Jean-Marc Gaillard, Robin Duvillard en Clément Parisse op de zevende plaats. Tijdens de Olympische Winterspelen van 2018 in Pyeongchang eindigde hij als vijfde op de zowel de 15 kilometer vrije stijl als de 30 kilometer skiatlon. Samen met Richard Jouve veroverde hij de bronzen medaille op de teamsprint, op de estafette legde hij samen met Jean-Marc Gaillard, Clément Parisse en Adrien Backscheider beslag op de bronzen medaille.
Op de wereldkampioenschappen langlaufen 2019 in Seefeld eindigde de Fransman als 25e op de 15 kilometer klassieke stijl en als 32e op de 50 kilometer vrije stijl. Samen met Adrien Backscheider, Clément Parisse en Richard Jouve sleepte hij de bronzen medaille in de wacht op de estafette. In Oberstdorf nam Manificat deel aan de wereldkampioenschappen langlaufen 2021. Op dit toernooi eindigde hij als zestiende op de 15 kilometer vrije stijl en als 26e op 50 kilometer klassieke stijl, op de estafette behaalde hij samen met Hugo Lapalus, Clément Parisse en Jules Lapierre de bronzen medaille.

## Resultaten

### Olympische Winterspelen
| Jaar | Plaats      | Resultaten                                                                              |
| ---- | ----------- | --------------------------------------------------------------------------------------- |
| 2010 | Vancouver   | 6e 15 km vrije stijl 26e 30 km achtervolging 4e 4×10 km estafette                       |
| 2014 | Sotsji      | 8e 30 km skiatlon · 43e 50 km vrije stijl · 4×10 km estafette                           |
| 2018 | Pyeongchang | 5e 15 km vrije stijl · 5e 30 km skiatlon · Teamsprint (vrije stijl) · 4×10 km estafette |

### Wereldkampioenschappen
| Jaar | Plaats        | Resultaten |
| ---- | ------------- | --- |
| 2009 | Liberec       | 49e 30 km achtervolging                                                                                             |
| 2011 | Oslo          | 6e 15 km klassieke stijl 22e 30 km achtervolging 45e 50 km vrije stijl 11e 4x10 km estafette                        |
| 2013 | Val di Fiemme | 18e 15 km vrije stijl 21e 30 km skiatlon 24e 50 km klassieke stijl 6e Teamsprint (vrije stijl) 9e 4x10 km estafette |
| 2015 | Falun         | 15 km vrije stijl · 5e 30 km skiatlon · 14e 50 km klassieke stijl · 4x10 km estafette                               |
| 2017 | Lahti         | 23e 15 km klassieke stijl 14e 30 km skiatlon 9e 50 km vrije stijl 7e 4x10 km estafette                              |
| 2019 | Seefeld       | 25e 15 km klassieke stijl · 32e 50 km vrije stijl · 4×10 km estafette                                               |
| 2021 | Oberstdorf    | 16e 15 km vrije stijl · 26e 50 km klassieke stijl · 4×10 km estafette                                               |

### Wereldbeker
Eindklasseringen
| Seizoen   | Algm | DI     | SP  | TdS    |
| --------- | ---- | ------ | --- | ------ |
| 2007/2008 | 142e | 84e    | -   | -      |
| 2008/2009 | 55e  | 39e    | -   | -      |
| 2009/2010 | 5e   | 8e     | 55e | 19e    |
| 2010/2011 | 13e  | 10e    | 88e | 17e    |
| 2011/2012 | 8e   | 9e     | 59e | 7e     |
| 2012/2013 | 26e  | 15e    | -   | -      |
| 2013/2014 | 23e  | 20e    | 74e | DNF    |
| 2014/2015 | 17e  | 10e    | 72e | 15e    |
| 2015/2016 | 5e   | Zilver | 39e | 13e    |
| 2016/2017 | 13e  | 13e    | 78e | 4e     |
| 2017/2018 | 8e   | 5e     | 78e | 11e    |
| 2018/2019 | 24e  | 15e    | 94e | 21e    |
| 2019/2020 | 46e  | 30e    | -   | 26e    |
| 2020/2021 | 6e   | 14e    | 57e | Zilver |

Wereldbekerzege
| Datum            | Plaats        | Onderdeel                                 |
| ---------------- | ------------- | ----------------------------------------- |
| 6 maart 2010     | Lahti         | 30 km achtervolging                       |
| 21 maart 2010    | Falun         | 15 km vrije stijl (handicapstart)         |
| 16 december 2012 | Canmore       | 30 km skiatlon                            |
| 14 december 2013 | Davos         | 30 km vrije stijl                         |
| 23 januari 2016  | Nové Město    | 15 km vrije stijl                         |
| 12 maart 2016    | Canmore       | 15 km klassieke stijl (handicapstart) STC |
| 9 januari 2017   | Val di Fiemme | 9 km vrije stijl (handicapstart) TdS      |
| 26 november 2017 | Kuusamo       | 15 km vrije stijl (handicapstart)         |
| 10 december 2017 | Davos         | 15 km vrije stijl                         |
| 26 januari 2019  | Ulricehamn    | 15 km vrije stijl                         |